# Gudeg

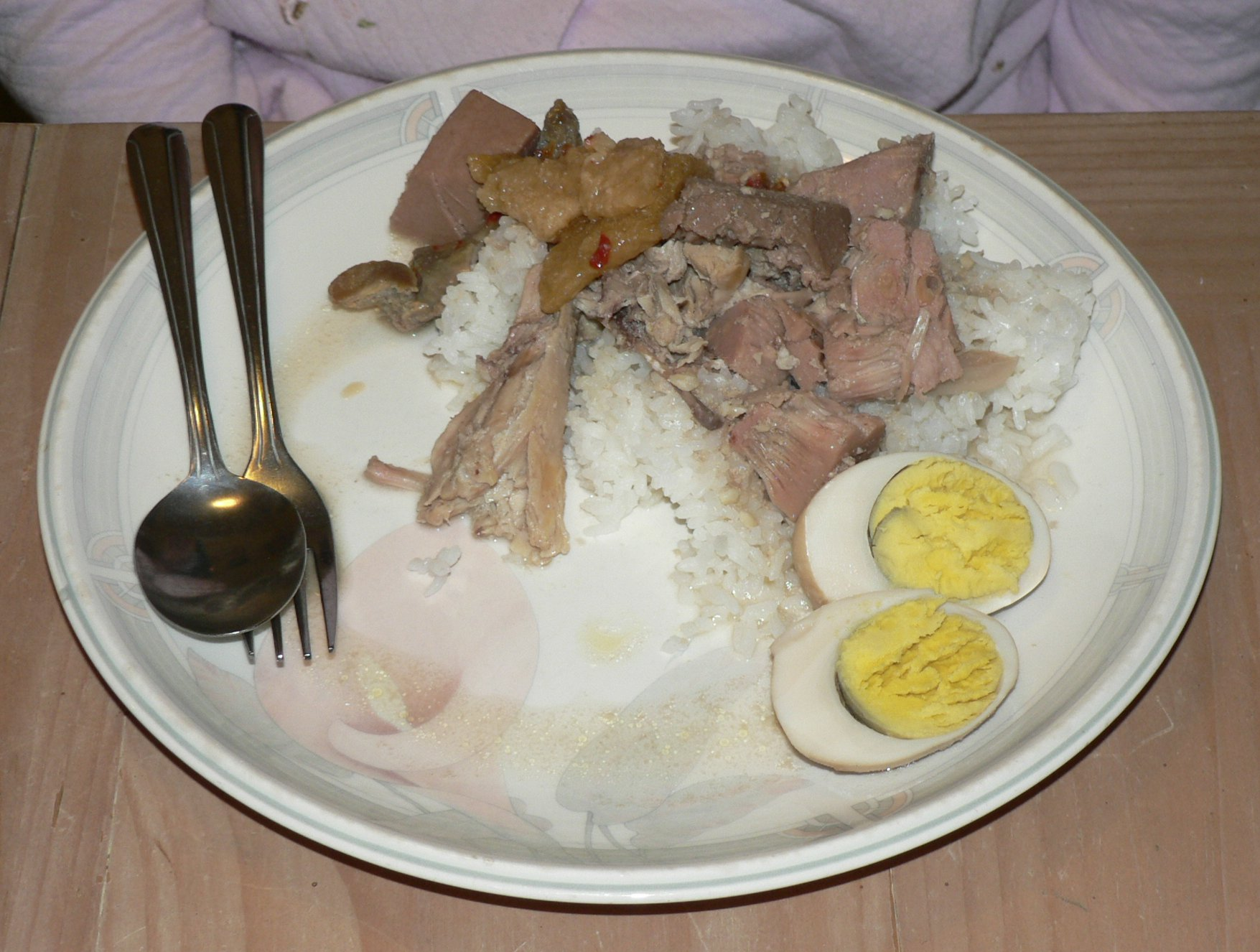
Plato típico de gudeg.

El gudeg es un plato tradicional de Java Central y Yogyakarta, en Indonesia. De sabor dulce, está hecho de nangka (yaca) entre otros ingredientes. Se denomina también ‘estofado verde de yaca’. Es muy conocido en la cocina indonesa.

## Variantes
Otras variantes dentro del gudeg son:
- Gudeg Kering
- Gudeg Basah
- Gudeg Solo

## Proceso de fabricación
Gudeg está hecho de yaca cruda. En contraste con la pulpa de la yaca madura, que es suave, de color amarillo brillante, aceitoso y de sabor muy dulce, la yaca cruda tiene una consistencia densa y es algo seca, gomosa, blanquecina o de color crema claro y no se puede comer cruda. Después de pelar la piel, la yaca joven se corta en trozos pequeños y se hierve primero en agua hirviendo hasta que esté blanda. Después de eso, los trozos de yaca se vierten con leche de coco, a menudo mezclada con agua de coco, sazonada con ciertas especias y hervida durante mucho tiempo, generalmente durante 4-6 horas.